# Петрушка корневая
Петру́шка корнева́я (лат. Petroselinum crispum subsp. tuberosum) — выделяемый ранее некоторыми систематиками самостоятельный подвид вида Петрушка кудрявая (Petroselinum crispum), по современной классификации является устаревшим синонимом основного вида. Лист и корень петрушки в сушёном и свежем виде — популярная кулинарная приправа.

## Ботаническое описание
Петрушка корневая — двулетнее растение, достигающее высоты 1 метр, с веретеновидным утолщённым корнем. Кроме листовой розетки из 20—30 троякоперисторассечённых листьев, образует корнеплод, пригодный для употребления в пищу и кулинарной обработки в качестве приправы.
Стебель прямостоячий, ветвистый. Листья блестящие, треугольные, дваждыперисторассечённые, тёмно-зелёные, сверху блестящие.
Цветёт в июне — июле. Цветки зеленовато-жёлтые.
Плод продолговато яйцевидный.
Наиболее распространены сорта «Сахарная» и «Урожайная». На глубоких илистых и торфянистых почвах иногда выращивают петрушку «Бордовикскую» с длинным корнеплодом.

## Распространение
Культивируется повсеместно.